# Rhynchostegium demissum
Rhynchostegium demissum là một loài rêu trong họ Brachytheciaceae. Loài này được Wilson Schimp. mô tả khoa học đầu tiên năm 1852.